# Génave
Génave és una localitat i municipi espanyol de la província de Jaén, en la comunitat autònoma d'Andalusia, pertanyent a la comarca de la Sierra de Segura. Té una extensió superficial de 64,2 km², i una població de 629 habitants segons l'INE, el 2009. Es troba localitzat al nord de la Sierra de Segura, en la separació entre aquesta i Serra Morena, als contraforts de la Serra d'Alcaraz. El municipi forma part del Parc Natural de la Serra de Cazorla, Segura i Las Villas.

## Símbols
Escut
| « | Quarterat en creu: I: en or, una destral o segur, posada en pal, del seu color. II: En atzur, un pi de sinople sobre terrassa, al natural. III: En argent, un lleó rampant de gules. IV: A atzur, una clau d'or, posada en pal, amb l'ull mirant al cap. Sobre el tot, una creu de Santiago d'or. Contorn hispà-francès i timbre de corona d'infant, a substituir, seguint la normativa en vigor, pel contorn espanyol i la corona reial tancada. | » |

Bandera

## Geografia física

### Situació
Es troba a 166 km de Jaén, a 92 km d'Úbeda i a 38 km de Segura de la Sierra, Génave és un dels principals accessos a la Serra de segura pel port de "El Collao". Des de Génave es pot observar la unió de Sierra Morena amb la Serra de Segura (Serralada Bètica), ja que se situa al nord-est de la província de Jaén a les portes de la Manxa i la Serra d'Alcaraz (Visibles des del municipi).

### Orografia
El seu paisatge el configuren una àmplia vall de vessants asimètriques i relleus alomado coronats pel Picazo de 1.296 m d'alçada. Pel seu terme discorre el riu Herreros i alguns rierols com el Culebras i el Cambrón.
A part del nucli principal de població, al terme de Génave també es troben els llogarets de "La Almohadilla", "La Parrillas", "Les Atalayas" (on hi ha un jaciment arqueològic de dinosaures) i "La Venta del Pilar" més coneguda com "La Venta del Hongo".

### Clima
El seu clima és de caràcter continental de predominança mediterrània, amb estius calorosos i secs, i hiverns freds i amb precipitacions, algunes de les vegades, en forma de neu. Aquesta situació es dona per la seva altitud (823 msnm) i la seva localització, a les portes de la serra de Segura. També val a dir que a l'hivern i la primavera les boires són presents. Si es pogués equiparar climàticament amb algun indret de Catalunya, diriem que té una situació climàtica semblant a la de la Seu d'Urgell.

## Història

### Edat mitjana: fundació, custodi de la frontera andalusino-castellana i conquesta castellana
La seva història té molt a veure amb la seva situació geogràfica. Frontera i pas senzill i natural entre la meseta meridional i la vall del riu Guadalquivir, les restes d'un pont romà sobre el riu Guadalimar (Límit de la província de Ciudad Real i la de Jaén) pel qual personatges il·lustres com Santa Teresa de Jesús van passar, donen a entendre la importància de la situació geogràfica com a trencall de camins entre la Vall, el llevant peninsular i la meseta manxega. Ser aquest trencall de camins entre dues unitats geogràfiques tan importants ha fet que fos la frontera entre moltes civilitzacions, la més rellevant i documentada entre l'Àndalus i la Corona de Castella entre els segles xi i xiii aproximadament. La història escrita de Génave comença just en aquella època, on Génave es converteix en un poblet creat al voltant d'una torre "La tercia" que avui encara roman al centre de la localitat.
Aquesta torre, construïda pels àrabs al segles x-xi servia com a torre de guaita per comunicar a la capital del regne de Taifes de Sequra, Segura de la Sierra, amb la zona fronterera. Aquesta torre de guaita formava part d'aquest seguit d'edificacions que amb senyals de fum o llum avisaven dels avenços dels castellans sobre la frontera. La torre de la llacuna o de Zarracotín, ja en estat de runa també al municipi, era la torre d'avançada de la tercia, i aquesta devia tenir alguna altra torre per davant.
Seguint el camí entre Génave i Segura de la Sierra, passat la Puerta de Segura, queden algunes d'aquestes torres també de peu que, donen testimoni d'aquest passat fronterer. La història de Génave està lligada a Segura de la Sierra, fins i tot quan al segle xiii queda conquistada pels castellans, però dins de la jurisdicció del Regne de Múrcia i sota la protecció de l'Orde de Sant Jaume.
Llavors comença una època de certa decadència, donada la pèrdua de la seva situació fronterera i quedant Génave i la seva comarca en terra de ningú. Equidistant de tot, però lluny de tot. Només com a camí natural entre el llevant peninsular i la vall del Guadalquivir. La torre tercia es convertia en el lloc on guarir-se dels atacs andalusos, fins i tot havent estat conquerida per Ferran III de Castella servia per recaptar els impostos. Com ja passava en els temps de guerra, per repoblar la zona, perillosa per estar a la rereguarda de la guerra de reconquesta, es van oferir certs privilegis fiscals a tots aquells que volguessin traslladar-se a la zona, fet que va produir l'arribada de castellans, però sobretot d'aragonesos, duent amb ells la cultura i el llenguatge, fet que encara es pot veure a la comarca i a Génave quant a vocabulari, cultura i gastronomia.

### Edat moderna: la independència, els privilegis i la província marítima
El següent esdeveniment rellevant va ser la independència de Génave de Segura de la Sierra el 19 de març de 1551, quan Felip II li dona el títol de Vila. Aquest esdeveniment és el tret de sortida d'una època d'estancament fins al s. XVIII. La comarca queda lluny de totes les capitals de referència de la corona de Castella, on es promulguen les lleis. Les lleis que són més útils pel dia a dia, com les relacionades amb ramaderia, agricultura i en definitiva, usos de terres, arriben tard sempre, i el compliment de les mateixes molts cops queda obsolet per les situacions puntuals que pot patir la zona o els problemes del dia a dia. És per això que de forma excepcional, i degut a aquesta falta de coordinació, la corona decideix atorgar a la zona de Segura uns privilegis per a l'elaboració d'ordenances i normatives relacionades amb la ramaderia, l'agricultura i els usos de terra, unit a la recaptació de certs tributs per part d'una espècie de consell regional que s'encarrega de vetllar i mantenir al dia les diferents situacions que es puguin produir als àmbits abans esmentats. Aquest consell era rotatori pels diferents pobles de la comarca i estava format per tota mena de prohoms de la comarca. El consell, com d'altres institucions independents del poder central, va desaparèixer durant les primeres dècades de la dinastia borbònica.
És llavors però, que la comarca comença a progressar i deixar l'agricultura i la ramaderia una mica de banda. S'enceta una etapa de la comarca com a província marítima amb capital a Orcera l'any 1751. Ferran VI crea mitjançant "l'ordenanza central de montes" la província marítima de Segura (Est de la província de Jaén i Sud-oest de la província d'Albacete). Paradoxalment aquesta província no tenia mar, tot i així té dos cursos d'aigua importants i cabalosos, el riu Guadalquivir i el Segura. La idea del rei Ferran VI era engrandir la flota naval del llavors imperi espanyol, i per això necessitava fusta. L'ordenança permetia obtenir tota la fusta necessària de la província en qüestió, i també permetia nomenar província marítima qualsevol amb un curs d'aigua important, no calia mar. Va ser llavors quan els troncs de milers d'arbres de la serra de Segura, Cazorla i Alcaraz van flotar riu avall fins a Múrcia o Sevilla, segons el vessant, per acabar les drassanes de Càdis o Cartagena i construir o reparar vaixells. Aquesta situació va revitalitzar l'economia i crear molts llocs de treball entorn de l'explotació de la fusta. Cal fer-se la idea que fins ben entrat el Plantilla:Segel, la mateixa RENFE va fer ús dels boscos i la fusta per les travesses de les vies.
Divisió provincial de Javier de Burgos: de Múrcia a Jaén
Com s'ha dit al llarg de l'apartat d'història, Génave i la seva comarca van viure des de l'època de la conquesta Castellana i fins a l'actualitat una situació d'estar en terra de ningú. Aquesta mena d'aïllament, i alhora ser el camí entre la Vall del Guadalquivir i la costa ibèrica, va propiciar, juntament amb l'emigració aragonesa abans esmentada, una tradició i cultura molt peculiars amb molta barreja en vocabulari, gastronomia i costums.
Ni prou murcians, ni prou manxecs, ni prou andalusos, ni en el parlar (Una mena de transició entre els 3), ni en els costums ni en cultura, més semblant als aragonesos que a cap de les 3 anteriors. Un clar exemple seria la gastronomia i als correbous, que no corrides de toros com a la resta d'Andalusia.
¿On es podia posar una comarca que històricament havia estat part del Regne de Murcia, però que tenia una serralada important pel mig amb la seva capital, que a més estava més a prop d'Albacete en km que de Jaén, però amb la diferència que Génave i la comarca estan dins de la Vall del Guadalquivir geogràficament, i no la meseta manxega? Devia ser llavors quan Javier de Burgos, en lloc d'instituir-la com a província, tal com s'havia fet quan era marítima, va assimilar Génave i la seva comarca dins de la província de Jaén, retornant així a Andalusia i deixant de ser Múrcia.

### Edat Contemporània
A l'edat contemporània Génave entra dins d'una clara decadència. Segura deixa de ser una comarca fustera i passen altre cop a l'agricultura i la ramaderia com a eixos fonamentals de la seva economia. Els terratinents de la zona, lluny de voler modernitzar el camp, seguien fent servir mètodes centenaris per tal de no invertir a una terra que vivia de la misèria. La gran esperança que va instal·lar el Plan Guadalhorce, amb una línia de tren que travessaria Génave unint Andalusia amb el llevant de forma més ràpida, la Segona república espanyola escolaritzant i volent encetar la reforma agrària, no van arribar gaire lluny. La guerra civil, on el poble es va mantenir fidel a la república fins al final, usant l'església com a presó i fent cremar als presoners els retaules de l'església i la pròpia imatge de la verge del camp, van desencadenar un període negre al poble. Tot i que al final de la batalla, es van cobrir els uns als altres per tal de no ser detinguts per les forces franquistes.
La línea del tren, l'última gran esperànça pel poble, per culpa d'un informe del banc mundial de l'any 1962 va quedar abandonada, ja amb tota la infraestructura feta (túnels, ponts, estacions) i a falta de posar les vies en alguns trams perquè circulessin els trens per la nova línia Baeza-Utiel.
Després d'aquest esdeveniment, ajudat per la situació econòmica del país on se centrava l'ocupació i el progrés a les grans ciutats, va començar un èxode de genaveros cap a Mallorca i Barcelona la majoria, i una minoria cap a Madrid. Aquest fet va fer minvar en una dècada a menys de la meitat la població, que havia arribat als anys 40 vora dels 3000 habitants i s'havia quedat al voltant del miler.
Actualment el poble aposta clarament per la sostenibilitat i va fundar ja fa 26 anys la primera cooperativa d'oli d'oliva ecològic d'Espanya. La cooperativa desenvolupa constantment una recerca en l'entorn de l'eficiència energètica de la producció i el no ús de components químics artificials o nocius per l'ecosistema, fent ús de feromones i hormones com a trampa pels paràsits del cultiu.
| Nord-oest: Orcera             | Nord: Villarrodrigo      | Nord-est: Villarrodrigo      |
| Oest: Orcera                  | Rosa dels vents          | Est: Torres de Albánchez     |
| Sud-oest: La Puerta de Segura | Sud: La Puerta de Segura | Sud-est: Torres de Albánchez |